# Ingrid Salvenmoser
Ingrid Salvenmoser (ur. 28 marca 1967 w Scheffau) – austriacka narciarka alpejska, brązowa medalistka mistrzostw świata.

## Kariera
Pierwsze punkty w zawodach Pucharu Świata wywalczyła 21 stycznia 1985 roku w Saint-Gervais, zajmując piąte miejsce w gigancie. Na podium zawodów tego cyklu po raz pierwszy stanęła 20 grudnia 1988 roku w Courmayeur, kończąc rywalizację w slalomie na trzeciej pozycji. W zawodach tych wyprzedziły ją jedynie Szwajcarka Vreni Schneider i Blanca Fernández Ochoa z Hiszpanii. Łącznie sześć razy stawała na podium zawodów pucharowych, jednak nigdy nie odniosła zwycięstwa. Najlepsze wyniki osiągnęła w sezonie 1990/1991, kiedy zajęła ósme miejsce w klasyfikacji generalnej i czwarte w klasyfikacji slalomu.
Największy sukces w karierze osiągnęła w 1991 roku, kiedy podczas mistrzostw świata w Saalbach wywalczyła brązowy medal w slalomie. Uplasowała się tam za Vreni Schneider i Natašą Bokal z Jugosławii. Był to jej jedyny medal wywalczony na międzynarodowej imprezie tej rangi. Była też między innymi piąta w slalomie na mistrzostwach świata w Vail w 1989 roku i rozgrywanych siedem lat później mistrzostwach świata w Sierra Nevada. W 1998 roku wzięła udział w igrzyskach olimpijskich w Nagano, gdzie rywalizację w slalomie ukończyła na szóstej pozycji. Była też czwarta w slalomie i gigancie podczas mistrzostw świata juniorów w Jasnej w 1985 roku.
W 2001 roku zakończyła karierę.

## Osiągnięcia

### Igrzyska olimpijskie
| Miejsce | Dzień     | Rok  | Miejscowość | Konkurencja | Czas biegu | Strata | Zwyciężczyni |
| ------- | --------- | ---- | ----------- | ----------- | ---------- | ------ | ------------ |
| 6.      | 19 lutego | 1998 | Nagano      | Slalom      | 1:32,40    | +0,99  | Hilde Gerg   |

### Mistrzostwa świata
| Miejsce | Dzień     | Rok  | Miejscowość       | Konkurencja | Czas biegu | Strata | Zwyciężczyni       |
| ------- | --------- | ---- | ----------------- | ----------- | ---------- | ------ | ------------------ |
| 5.      | 7 lutego  | 1989 | Vail              | Slalom      | 1:30,88    | +1,69  | Mateja Svet        |
| 10.     | 11 lutego | 1989 | Vail              | Gigant      | 2:29,37    | +4,29  | Vreni Schneider    |
| 3.      | 1 lutego  | 1991 | Saalbach          | Slalom      | 1:25,90    | +0,66  | Vreni Schneider    |
| 8.      | 2 lutego  | 1991 | Saalbach          | Gigant      | 2:07,45    | +1,85  | Pernilla Wiberg    |
| 14.     | 9 lutego  | 1993 | Morioka           | Slalom      | 1:27,66    | +2,98  | Karin Buder        |
| 19.     | 10 lutego | 1993 | Morioka           | Gigant      | 2:17,59    | +4,36  | Carole Merle       |
| 5.      | 24 lutego | 1996 | Sierra Nevada     | Slalom      | 1:31,46    | +1,08  | Pernilla Wiberg    |
| 10.     | 5 lutego  | 1997 | Sestriere         | Slalom      | 1:43,88    | +2,63  | Deborah Compagnoni |
| 17.     | 13 lutego | 1999 | Vail/Beaver Creek | Slalom      | 1:33,97    | +2,64  | Zali Steggall      |

### Mistrzostwa świata juniorów
| Miejsce | Dzień   | Rok  | Miejscowość | Konkurencja | Czas biegu | Strata | Zwyciężczyni  |
| ------- | ------- | ---- | ----------- | ----------- | ---------- | ------ | ------------- |
| 4.      | 1 marca | 1985 | Jasná       | Gigant      | 2:14,02    | +0,58  | Anita Wachter |
| 4.      | 3 marca | 1985 | Jasná       | Slalom      | 1:40,47    | +0,85  | Anita Wachter |

### Puchar Świata

#### Klasyfikacje końcowe sezonu
- sezon 1984/1985: 58.
- sezon 1985/1986: 53.
- sezon 1986/1987: 63.
- sezon 1987/1988: 47.
- sezon 1988/1989: 16.
- sezon 1989/1990: 31.
- sezon 1990/1991: 8.
- sezon 1991/1992: 35.
- sezon 1992/1993: 32.
- sezon 1993/1994: 78.
- sezon 1994/1995: 68.
- sezon 1995/1996: 43.
- sezon 1996/1997: 28.
- sezon 1997/1998: 39.
- sezon 1998/1999: 32.
- sezon 1999/2000: 81.

#### Miejsca na podium
1. Courmayeur – 20 grudnia 1988 (slalom) – 3. miejsce
2. Val Zoldana – 2 grudnia 1990 (slalom) – 2. miejsce
3. Kranjska Gora – 13 stycznia 1991 (slalom) – 2. miejsce
4. Park City – 23 listopada 1996 (slalom) – 3. miejsce
5. Mammoth Mountain – 3 grudnia 1998 (slalom) – 3. miejsce
6. Morzine – 8 stycznia 1999 (slalom) – 2. miejsce